# Erysipelothrix rhusiopathiae
Erysipelothrix rhusiopathiae è un bacillo a forma di bastoncino di circa 0,8-2,5 x 0,2-0,5 µm, Gram-positivo, immobile, acapsulato, asporigeno e alofilo. Cresce sia in presenza sia in assenza di ossigeno ma preferisce un'atmosfera povera di ossigeno (microaerofilo). In coltura dopo 2-3 giorni forma piccole colonie grigie α-emolitiche.
Diffuso in tutto il mondo, E. rhusiopathiae è considerato un organismo patogeno, che causa un'infezione nota come erisipela o Mal Rossino negli animali e erisipeloide negli esseri umani.
Colpisce solitamente tacchini e maiali, ma sono stati riportati casi di infezione in altri uccelli (polli, anatre ed emu), pecore, pesci e rettili.
La malattia umana chiamata erisipela non è causata da E. rhusiopathiae, ma da membri del genere Streptococcus.
Occasionalmente il batterio può infettare gli umani, specialmente per motivi occupazionali, come macellai, e causare l'erisipeloide, una cellulite localizzata acuta, ma che evolve lentamente. Il trattamento si basa sulla penicillina.